# Linia kolejowa Číčenice – Týn nad Vltavou
Linia kolejowa Číčenice – Týn nad Vltavou (Linia kolejowa nr 192 (Czechy)) – jednotorowa, regionalna i niezelektryfikowana linia kolejowa w Czechach. Łączy Číčenice i Týn nad Vltavou. Przebiega w całości przez terytorium kraju południowoczeskiego.